# ماكي كاواي
ماكي كاواي هي عالمة يابانية متخصصة في مجال الكيمياء ، أستاذة في جامعة طوكيو ورئيسة الجمعية الكيميائية اليابانية.

## تعليمها
حصلت على شهادة البكالوريوس من جامعة طوكيو في عام 1975، والدكتوراه في عام1980.

## الحياة المهنية
عملت كباحثة أثناء دراستها ما بعد الدكتوراه في معهد الأبحاث RIKEN(ركين) بين عامي 1980 و 1982. في العام الأخير انضمت إلى جمعية اليابان لتعزيز العلوم، وتركز أبحاثها على الديناميكا الاهتزازية للجزيئات الفردية على الأسطح. قام فريقها البحثي بمراقبة الجزيئات والذرات على الأسطح لفهم الظواهر الفيزيائية والكيميائية في الأسلاك النانوية والجزيئات البيولوجية. كما حصلت على منحة من الجمعية الأمريكية للفيزياء لإجراء أبحاث حول طيف الجزيئات البسيطة. ومن المجالات الأخرى التي ساهمت فيها هي مراقبة طاقة الاهتزاز والاسترخاء للجزيئات الفردية باستخدام مجهر تأثير النفق.
تتلقى كاواي دعمًا مستمرًا من جمعية اليابان لتعزيز العلوم، وخاصة في الأبحاث المتعلقة بنقل إلالكترونات عبر النانو مقياس عبر الطبقات الجزيئية. بالإضافة إلى أنها اكتشفت مسارًا جديدًا للتفاعل في أكسيد التيتانيوم. في عام 1991 تم تعيينها مديرة للقسم العلمي في (ركين)وتم تعيينها مديرة تنفيذية في عام 2010. منذ عام 2004،و هي أستاذة في جامعة طوكيو في قسم علوم المواد. في عام 2016 تم تعيينها مديرة عامة لمعهد العلوم الجزيئية في اليابان، وفي عام 2018 تم تعيينها رئيسة للجمعية الكيميائية اليابانية، حيث ستشغل هذا المنصب من مايو من نفس العام حتى مايو 2020. وهي أول امرأة تحقق الرئاسة في تاريخ المنظمة العلمية الذي يمتد 140 عامًا.

## الجوائز والأوسمة
- كرسي ديلز بلانك في جامعة كيل عام 2018.[19]
- وسام الشرف من حكومة اليابان 2017.[20]
- جائزة ميدارد دبليو ويلش من الجمعية الأمريكية للفراغ 2016.[21]
- امرأة متميزة في الكيمياء/الهندسة الكيميائية 2015 من الاتحاد الدولي للكيمياء البحتة والتطبيقية.[22]
- جائزة جيرهارد إرتل من جمعية ماكس بلانك 2015.[23]
- جائزة مواري) اليابانية 2012.
- جائزة الجمعية الكيميائية اليابانية 2009.[24]
- الاعتراف بالعلوم والتكنولوجيا من قبل وزراة التعليم والثقافة والرياضة والعلوم والتكنولوجيا 2008